# Capnella fungiformis
Capnella fungiformis is een zachte koraalsoort uit de familie Nephtheidae. De koraalsoort komt uit het geslacht Capnella. Capnella fungiformis werd in 1903 voor het eerst wetenschappelijk beschreven door Kükenthal. 